# XA-41 (航空機)
バルティー XA-41
アメリカ空軍によるテスト中のXA-41
- 用途：攻撃機
- 設計者：リチャード・W・パーマー
- 製造者：バルティー・エアクラフト[1]
- 運用者：アメリカ陸軍航空軍、アメリカ空軍
- 初飛行：1944年2月11日
- 生産数：1機[1]
- 退役：1950年

XA-41は、第二次世界大戦中にアメリカ陸軍航空軍向けにバルティー社が試作した単発攻撃機である。

## 概要
XA-41は、ブリュースターXA-32 と同様に爆弾倉を胴体内に持つ中翼単発単座攻撃機である。3000馬力級のP&W R-4360エンジンの開発が進んだことを見たバルティー社が「モデルV-90」の社内名称で1942年9月から自主開発していた機体であり、軍当局から1942年11月10日に原型機XA-41を2機発注された。
エンジン自体が大型であったことから全長15メートル近い大型の機体であり、37mm機関砲4門と12.7mm機関銃4門の合計8門を搭載していた。
1944年2月に初飛行に成功したが、P-47やP-51の戦闘機の爆装がことのほか成功し、いわゆる戦闘機の攻撃機化が進捗したために、本機の開発意義が薄れ2号機以降キャンセルとなった。試作1号機はP&W社で発動機の試験機として使われた。
攻撃機（A）の接頭記号を付したアメリカ陸軍機としては最後の機体であった。

## スペック
- 全長：14.81 m
- 全幅：16.46 m
- 全高：4.43 m
- 全備重量：8,516 kg
- エンジン：P&W XR-4360-9 (3,000 hp×1)
- 最大速度：568 km/h
- 実用上限高度：8,230 m
- 航続距離：1,530 km
- 武装
  - 爆弾 3,170 kg
  - 37 mm機関砲×4
  - 12.7 mm機銃×4
- 乗員 1名